# ホテイアオイ
ホテイアオイ（布袋葵、学名：Eichhornia crassipes）は、単子葉植物ミズアオイ科に属する水草である。南アメリカ原産で、水面に浮かんで生育する。花が青く美しいので観賞用に栽培される。別名ホテイソウ、ウォーターヒヤシンス。

## 分布
南アメリカを原産地とする。
北アメリカ、ヨーロッパ、オセアニア、ハワイ、日本、台湾、韓国、東南アジアなどの広い地域で外来種として移入分布している。

## 特徴

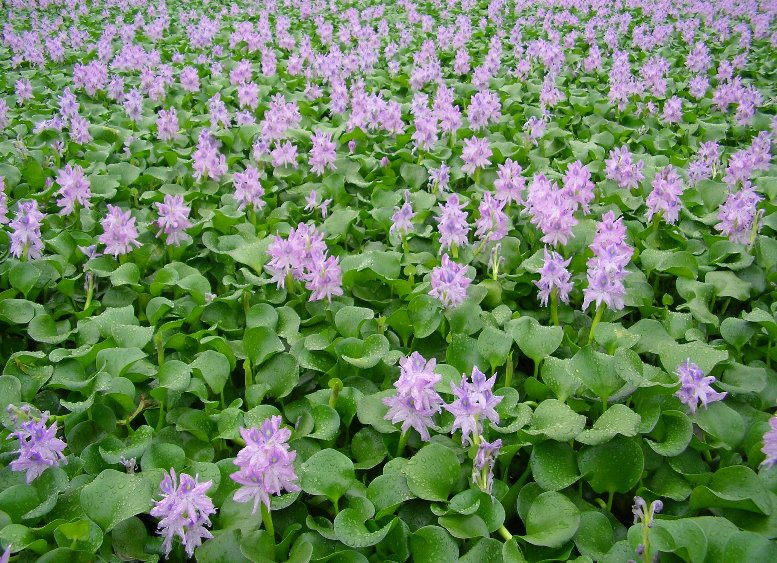
ホテイアオイの群生

湖沼や流れの緩やかな川などの水面に浮かんで生育する水草。葉は水面から立ち上がる。葉そのものは丸っぽく、艶がある。変わった特徴は、葉柄が丸く膨らんで浮き袋の役目をしていることで、浮き袋の半ばまでが水の中にある。日本では、この浮き袋のような丸い形の葉柄を布袋（ほてい）の膨らんだ腹に見立てて「ホテイアオイ（布袋のような形をしているアオイ）」と呼ばれるようになった。茎はごく短く、葉はロゼット状につく。つまり、タンポポのような草が根元まで水に浸かっている形である。水中には根が伸びる。根はひげ根状のものがバラバラと水中に広がり、それぞれの根からはたくさんの根毛が出るので、試験管洗いのブラシのようである。これは重りとして機能して、浮袋状の葉柄など空隙に富んだ水上部とバランスを取って水面での姿勢を保っている。
ただし、全体の形は生育状態によって相当に変わる。小さいうちは葉も短く、葉柄の浮き袋も球形っぽくなり、水面に接しているが、よく育つと浮き袋は楕円形になり、水面から10cmも立ち上がる。さらに、多数が寄り集まったときは、葉柄は細長くなり、葉も楕円形になって立ち上がるようになる。水が浅いところで根が泥に着いた場合には、泥の中に根を深く下ろし、泥の中の肥料分をどんどん吸収してさらに背が高くなり、全体の背丈は最大で150cmにもなる。こうなると葉柄はもはや細長く伸びて浮袋状では無くなる。なお、この状態で水中に浮かせておくと、しばらくして葉柄は再び膨らむ。
夏に花が咲く。花茎が葉の間から高く伸び、大きな花を数個～十数個つける。花は青紫で、花びらは六枚、上に向いた花びらが幅広く、真ん中に黄色の斑紋があり、周りを紫の模様が囲んでいる。花が咲き終わると花茎は曲がって先端を水中につっこむ形となり、果実は水中で成長する。
熟した果実は水中で裂開し、水中に種子をばら撒く。種子から発芽した実生は最初から浮き草状の生活型をとるのではなく、浅い水中や水辺の泥の上で土中に根を下ろして成長し、株が大きくなると葉柄に浮袋を生じて水面に生活の場を広げていく。また、茎から水平に枝を伸ばし、その先端に芽が生じて新しい株を作る。これによって素早く数を増やし、大きな集団になる。集団がさらに大きくなり、水面を埋め尽くすようになると、互いにより掛かり合って背が高くなり、分厚い緑の絨毯を水面に作り上げる。
日照量の高い環境で最もよく繁茂し、室内など光量の低い環境では次第に衰弱して枯死する。

## 利用

### 観賞用

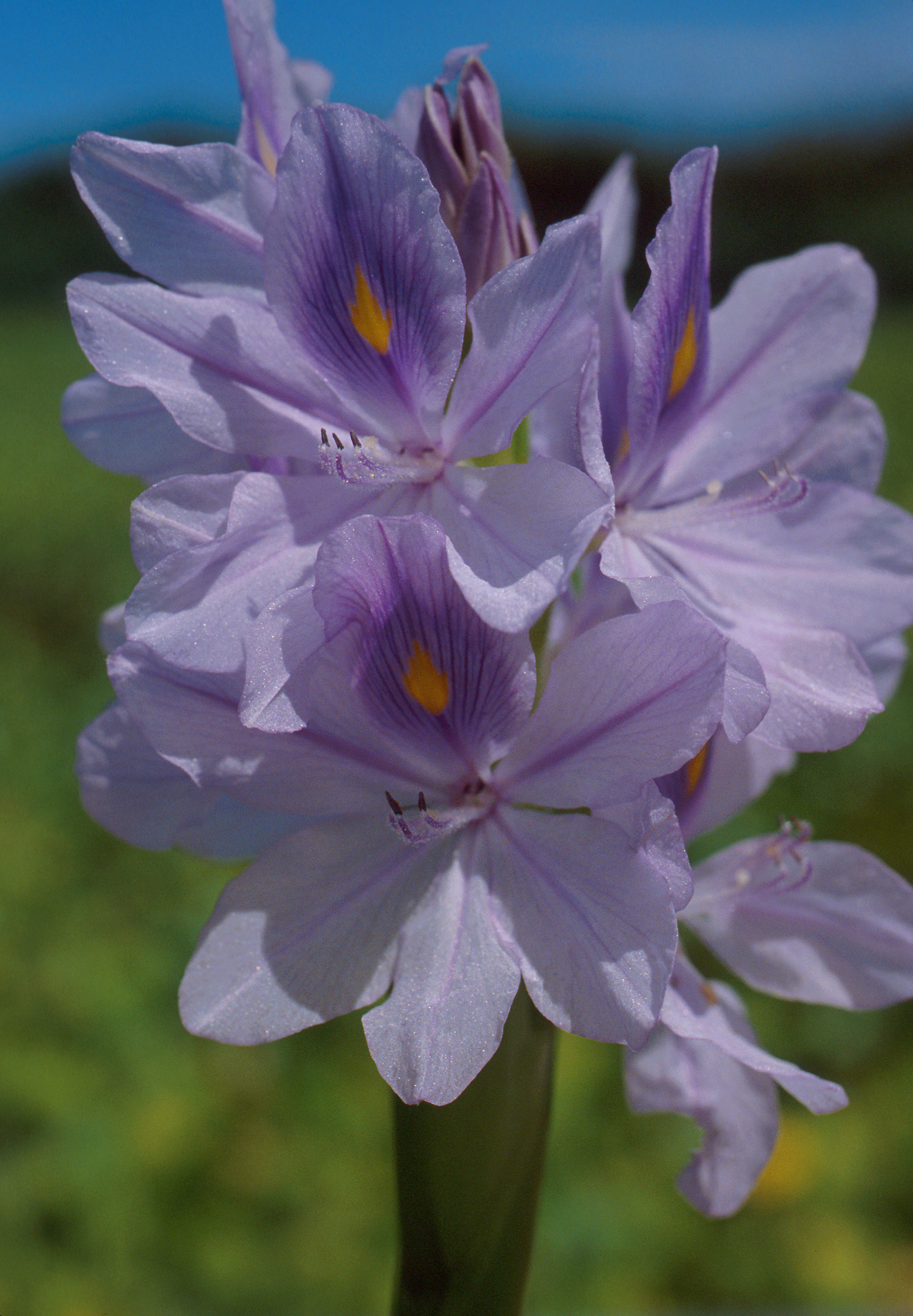
ホテイアオイの花

花が美しい水草なので、日本には明治時代に観賞用に持ち込まれた。1884年、原産地のブラジルから米国経由で持ち込まれたというのが通説であるが、これより以前に遡るという考証もされている（後述）。
庭池の装飾用水草としたり、路地での金魚飼育でも鑑賞・水質浄化のほか、浮草は根が金魚の産卵用に使えるので便利である。浮世絵にもあるように、（ガラス器の）金魚鉢や、陶磁器のスイレン鉢（や火鉢）にも浮かべる。一般の（横見の）水槽での栽培にはこうした浮草より根を張る種類の水草が適している。より扱いやすい小型の改良品種もある。

### 吸着剤・水質浄化
またホテイアオイの繁殖力を生かして、水中の窒素分などをこの植物に吸収させることを目指して、水質浄化のために利用しようとの試みもあるが、多くの場合、繁殖した植物体をかき集めて処理する手間がかかるために永続性に欠け、水域に投入しただけで環境に良い事をしたつもりになって放置しているケースも目立つ。むしろ、いくら閉じこめたつもりでも、少しでも外に出れば大きな問題を引き起こすような外来種を、水質浄化など、環境対策として用いることは環境浄化の方法として好ましくないと、多くの専門家が批判している。

### その他
メタンガスなどバイオ燃料の資源としての活用が研究され、期待もされている。
海外各地では、蔓を編み込んで再生紙、家具、ランプシェード、籠やバッグ、ロープなどに利用など、起業者やNGO等がビジネスとしての成立を試みている。家畜の飼料としての商業化も試みられている

## 外来種問題
世界の熱帯・亜熱帯域に帰化し、日本では、本州中部以南のあちこちで野生化している。寒さに弱く、冬はほとんど枯れて悪臭を放ち地域の迷惑となるが、一部の株がわずかに生き延びれば、翌年の春～秋場にかけて再び大繁殖する。もともと繁殖力が強く、富栄養化した水域ではあっという間に水面を覆い尽くす。のみならず、このように肥料分が多くなると、個体の大型化もみられる。
結果、水の流れを滞らせ、水上輸送の妨げとなり、また漁業にも影響を与えるなど日本のみならず世界中で問題となっている。

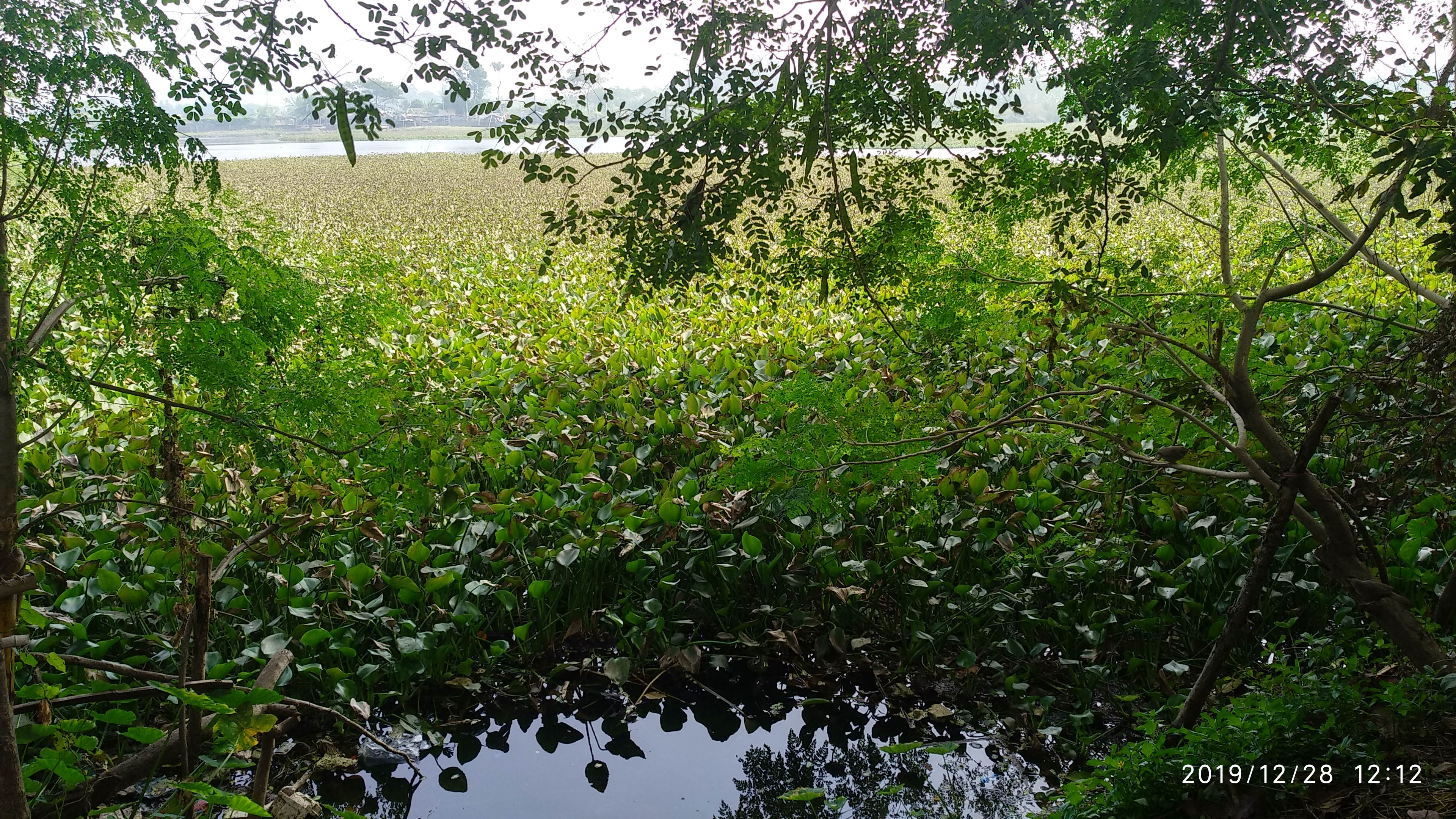
西ベンガル州ハルディア市営プール（公的貯水池）にはびこるウォーターヒヤシンス

この植物の大繁殖によってインドの西ベンガル州の漁業は大打撃を受けた（1950年代に推計45,000トン）。そのためベンガル地方では「(美しき)青い悪魔」と恐れられ、インドの他所では「ベンガルの恐怖（）」と忌み嫌われた。バングラデシュでは第一次世界大戦のはじめにドイツが意図的に移植させたという俗信から「ドイツの雑草（）」と呼ばれ、スリランカでは日本軍の軍用機を危険な着地に誘い込むためイギリスが植えたという噂から「日本のトラブル」と呼ばれた。南アフリカや南米の一部での異名は「フロリダの悪魔」である。
冬季に大量に生じる枯死植物体も、腐敗して環境に悪影響を与える。さらに、水面を覆い尽くすことから、在来の水草を競争で排除する事態や水生動物への影響も懸念される。また、アレロパシーも有する。
このため、国際自然保護連合（IUCN）種の保全委員会が作成した 世界の侵略的外来種ワースト100（100 of the World's Worst Invasive Alien Species） に選ばれている。ただし、日本ではホテイアオイは特定外来生物による生態系等に係る被害の防止に関する法律において、特定外来生物には指定されていない。これには後述の通り、見解がまとめられていないことが挙げられている（ただし要注意外来生物には指定されている）。

### 生物的防除
世界各地では侵略的外来種とされるがゆえ、生物的防除法も試みられており、防除用生物としては二種のゾウムシ（Neochetina bruchi、Neochetina eichhorniae）やツトガ科の一種（Niphograpta albiguttalis、=Sameodes albiguttalis）がよく知られる。
米国ではホテイアオイと同じミズアオイ科の在来種（アメリカコナギ属×6種;およびポンテデリア・コルダータ、ナガバミズアオイ）があり、いずれも絶滅危惧種ではないものの、これらの食害が懸念される昆虫等は、防除用生物としての利用実施に慎重性が要求される。ウンカ科 の一種（Megamelus scutellaris）は、2010年には米農務省によりホテイアオイの防除用生物として放虫され、食草選好性も確認されてホテイアオイ駆除への期待が持たれている。
ミズアオイ科の在来種への懸念から米国では使用が保留されている一例が、南米原産の半翅目カスミカメムシ科 Eccritotarsus catarinensis である。このカスミカメムシは南アフリカや中国ではホテイアオイ対策としてすでに放たれているが、それはこのカメムシが害する他のミズアオイ科がこれらの国では外来種だったり、稲作の害種扱いだったりしたためである。
南アフリカで生物防除剤として半水棲のバッタ （Cornops aquaticum）の可能性が試されている。

### 日本への渡来
日本へは、1884年渡来説が通説のようになっているが、実際にはこれより前に日本に渡来していたことが指摘されている。歌川国貞 (三世豊国、1865年没)の作に、ホテイアオイと金魚、美女を題材にした浮世絵があり、1855年の作と鑑定されている。

### アメリカ合衆国
米国の南部では日本以上にこの植物によるハザードが問題になっている。

#### 渡来の各説
1884年万博説
米国へのホテイアオイの侵入については諸説あるが、1884年、米ルイジアナ州ニューオーリンズ市の万国博覧会（万国工業兼綿百年期博覧会）で展示されていた事例が確たる最古例とされ、通説のようになっている。しかしこれを根拠に乏しい地元伝説と捉える向きもある。
日本人関与説
さらには、当博覧会で日本人代表団がホテイアオイを土産物として配り、これが拡散につながったという説明を加える文献も多い。
20世紀前半の多くの文献では、1884年博覧会よりの拡散があったとしても、特に日本人の手によるものだとはしていない。いずれかの時期において（傍証がまったく示されずに）日本人の関与が主張されるようになった。
1940年付の軍部工兵（military engineer）向けの雑誌の記事においても、特に日本人による行為とはしていないが、1941年にルイジアナ州保全省野生生物漁業局の局長だったジェームス・ブラウン少佐が執筆した記事に、"博覧会では日本政府が日本館を出展しており、...その日本人スタッフがベネズエラより相当数のホテイアオイを輸入し、無償で配っていた"と記述した。
その後学者論文などでも"ベネズエラのオリノコ川から"採集や輸入がされた、などと同様の内容に触れている。
このうち、ある論文は、博覧会出席者が土産品を無造作に水路に投げ捨てられたために大繁殖が起こってしまったとするが、ある生物学者の記事は、園池で栽培していたもの敷地外の場所でも自生するようになってしまったと説いている。
児童向け作家のキャロル・マーシュ（1992年）は、このとき日本人が種子（"seeds"）を配っていたものと特定しており、米南部の語り部ギャスパー・J・"バディー"・ストール（1998年）は、"パッケージ入りの種を"配ったとした。
異説
すでに1884年には、ホテイアオイの種苗は米国内で販売されていたことが指摘されている。こうした業者による増殖問題への貢献度の程は推し測ることはできないが、最初に持ち込んだという点でいうならば筆頭に挙げられるという。
その実例が、米ニュージャージー州ボーデンタウンの Edmund D. Sturtevant 社発行、『 Catalogue of rare water lilies and other choice aquatic plants 』（1884年版）で、この種苗販売カタログにホテイアオイが掲載されているという。
そしてドイツの会社も視野にいれるなら、ハーゲ・ウント・シュミット社は、創立1864年以来のカタログでホテイアオイを販売しているという。
さらには『ハーパーズ・ウィークリー』誌（1895年）によれば、ニューオーリンズ市在住の某男性がホテイアオイをコロンビアで採集して持ち込み、これがルイジアナ州で大繁殖した、と説明している。

#### 弊害と対策
初期の駆除例としては、1890年頃、ルイジアナ州の材木業がピッチフォークを突き刺して河岸にすくい上げる方法で機械的な駆除を試みている。
ホテイアオイの密生は、河川に閉塞しボートや貨物船の交通の便をさまたげ、魚類が死滅するなどの害を及ぼす。ルイジアナ州でも、それらの弊害をもたらし、19世紀末か20世紀初頭には顕著な問題と化していた。
1890年頃に侵入が始まったフロリダ州では、やがて推定50 kg/m2の量のホテイアオイが水路を覆いつくしたといわれる。そしてセントジョンズ川の閉塞など事態の深刻化に至り、1897年、中央政府から軍部工兵（アメリカ陸軍工兵司令部）の対策班が募られ、フロリダ・ルイジアナなどメキシコ湾岸各州に派遣されてホテイアオイ駆除に当たるはこびとなった。
こうして20世紀初頭、米国旧陸軍省（工兵司令部）が駆除実験をおこない、蒸気・熱湯放出、塩酸・硫酸・石炭酸（フェノール）散布、および石油散布と放火による手段が試されたが、満足な結果は得られず、塩分は効果的だったがコスト高とされ、結局 Harvesta という会社が開発したヒ酸を主成分とする除草剤に白羽の矢をたてる始末だった。
1910年、当時社会問題となっていた食肉不足とこのホテイアオイ問題を一挙に解決しようという法案がだされた。起案者はルイジアナ州選出議員のロバート・F・ブルサードで、発案や推進にはアフリカに詳しい探検家のフリッツ・デュケイン や、南アメリカの軍人フレデリック・ラッセル・バーナム が関与していた。アフリカからカバを移入して大規模牧場をつくり、その動物にホテイアオイを食べさせ、肉を食肉市場に出そうという法案で、米国議会の可決まであと一票で廃案になった。結局、南部は沼沢地を干拓し、牧草地化して肉牛を飼育することで、食肉不足を解消することとなった。
ルイジアナ州では N. eichorniae 種のゾウムシが、ホテイアオイの増殖のけん制に相当効果的であった。個体の全長、重量、根の長さが衰え、子株の生産の減少もみられた。フロリダ州でも、Neochetina属2種のや、ツトガ科Niphograpta albiguttalisの幼虫が1970年代に導入されたが、追跡調査では野外でN. eichorniae 種ゾウムシの生存が主に確認されておりガの痕跡はなかった。そしてバイオマス半減や、開花（種子）の98%減など一定の効果が見られたと評価された。しかし表面積の減少でみると16.8%減にとどまるため、生物防除への全面的な政策方針転換を政府機関にうながすには至っていないと指摘される。

## ギャラリー

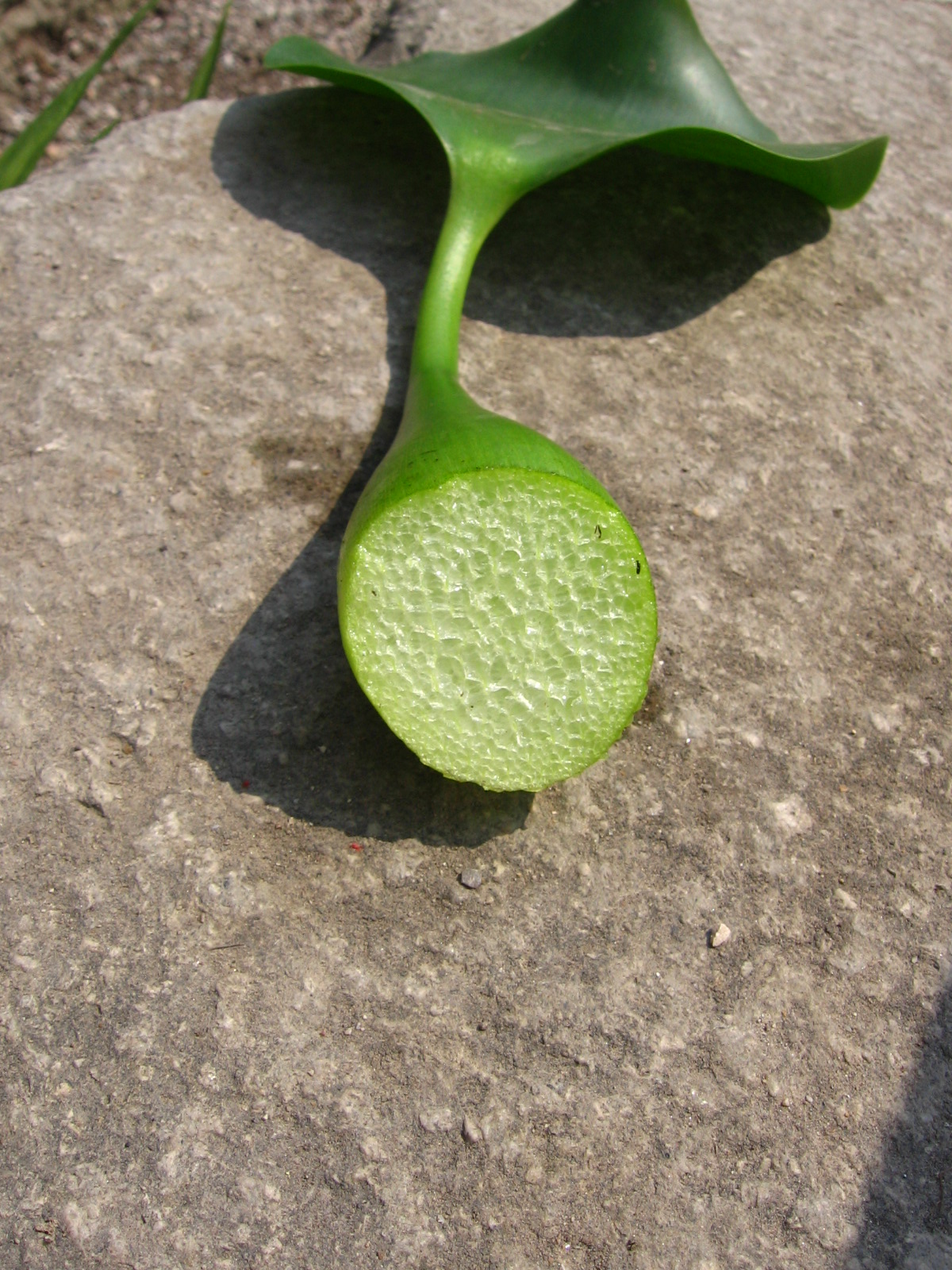
葉柄の断面
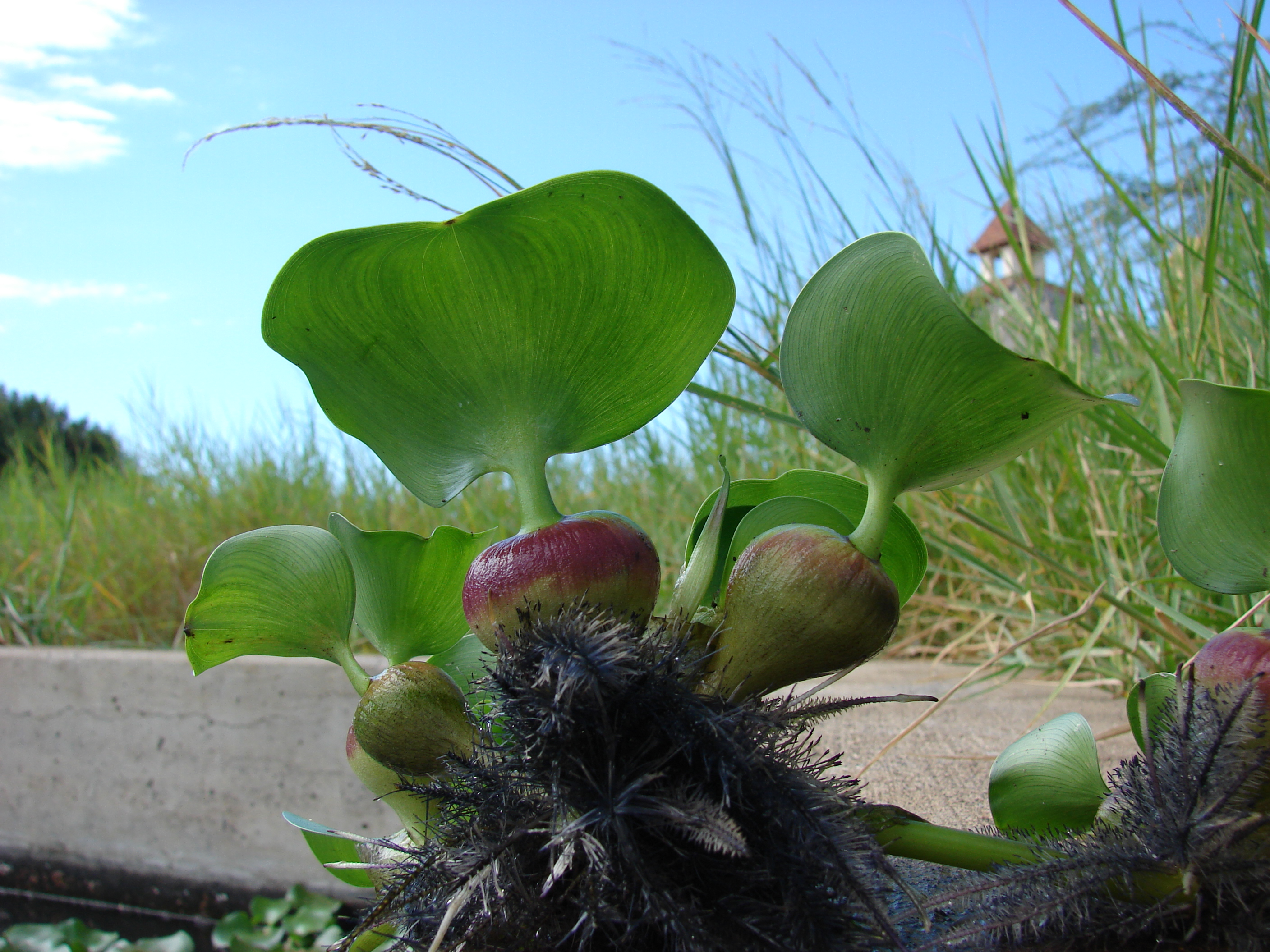
小型の株・よく膨らんだ葉柄と根が見える
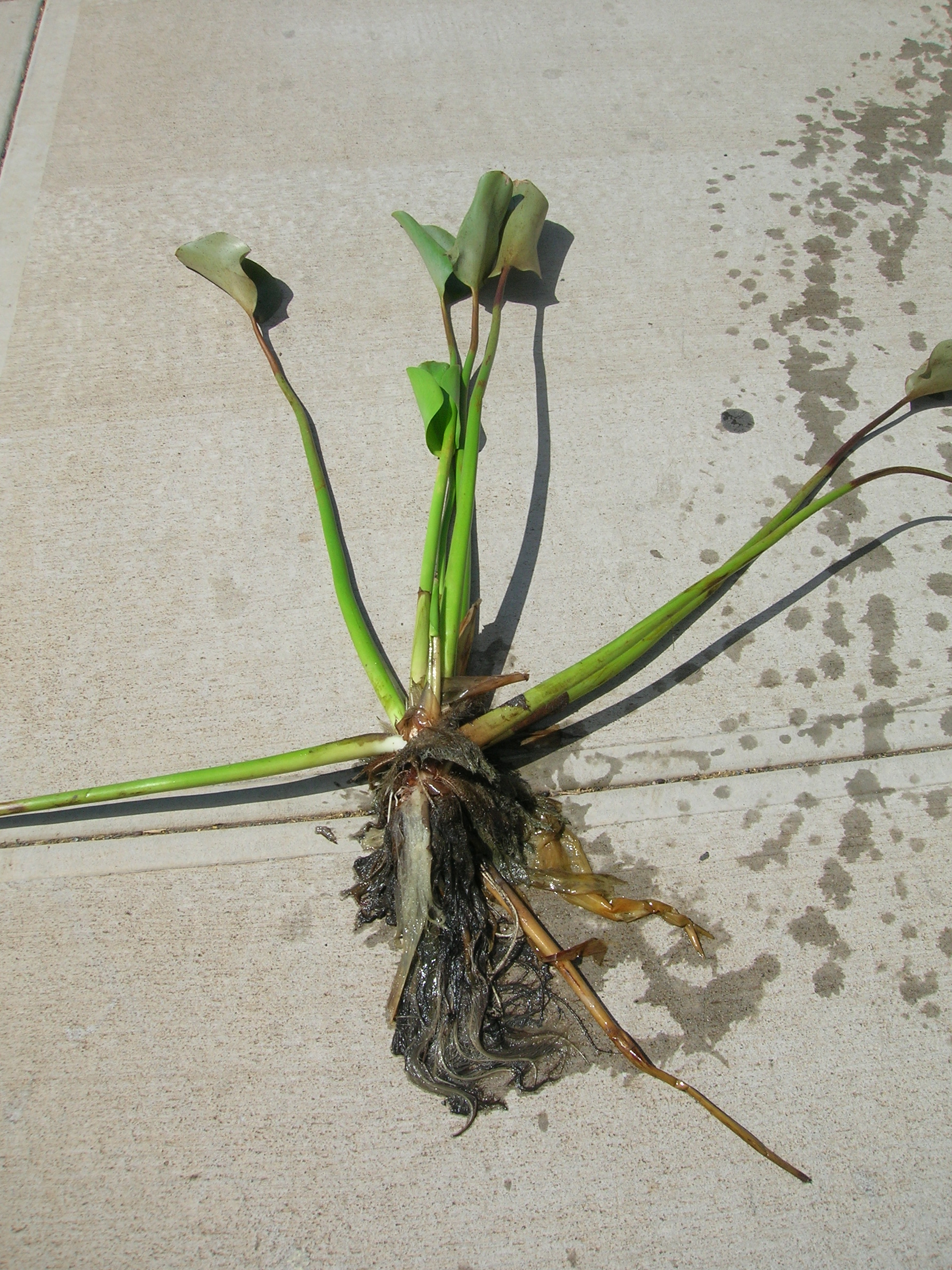
立ち上がった株と、匍匐茎